# Microcharis tisserantii
Microcharis tisserantii là một loài thực vật có hoa trong họ Đậu. Loài này được (Pellegr.) Schrire mô tả khoa học đầu tiên.